# لیلنگستون لاول
لیلنگستون لاول (به انگلیسی: Lillingstone Lovell) یک روستا و محله مدنی در بریتانیا است که در الزبری ول واقع شده‌است. لیلنگستون لاول ۱۲۹ نفر جمعیت دارد.